# Наомі Мітчісон
Наомі Мей Маргарет Мітчісон (1 листопада 1897, Единбург — 11 січня 1999, Каррадейл) — шотландська письменниця, помітна авторка наукової фантастики, фентезі та історичної прози, відома мільйонам читачів за творами «Спогади жінки-космонавта», «Іди легко», «Переможені», «Король Зерна і Королева Весни» та низки інших; політикиня. У 1987 році була прийнята в Кавалери Ордену Британської Імперії.

## Життєпис
Народилася в Единбурзі в сім'ї відомого фізіолога Джона Скотта Голдейн і його дружини Кеттлін Троттер. Джон Бердон Сандерсон Голдейн — відомий учений та літератор був її рідним братом.
Навчалася в привілейованій оксфордській школі для хлопчиків «Дракон школа», де була єдиною дівчинкою. Пізніше вступила до Оксфордського університету.
Під час першої світової війни працювала санітаркою у військовому госпіталі.
Вийшла заміж за лорда Річарда Мітчісона у 1916 році.

## Творчість
Перший роман Мітчісон «Переможені», що розповідає про протистояння кельтів і римлян в першому столітті до нашої ери вийшов у 1923 р. У 1931 році рушили «Король Зерна і Королева Весни», в 1935 році вийшов роман «Нас попереджали», написаний під враженням від поїздок до СРСР і Австрії, «Кров мучеників» (1939) та ін. Наомі Мітчісон була відома своєю благодійною діяльністю. Під час другої світової війни частину будинку в Шотландії вона віддала під госпіталь. Найвідоміший роман Мітчісон «Бички», присвячений якобітському повстанню 1745 р. був опублікований у 1947 р. Леді Мітчісон крім романів писала дитячі книги, вірші, біографії та інше. Опублікувала два томи щоденників: — «Віденські щоденники» (1934) і «Записи в натовпі» (1985), а також автобіографію в трьох частинах (1973—1979). 70 книг належать перу письменниці; остання збірка оповідань «Дівчинка повинна жити» — була опублікована в 1990 р.

## Ставлення до СРСР
До Радянського Союзу Наомі Мітчісон ставилася зі співчуттям, тому її занесли у Список Орвелла.

### Романи та повісті
- The Conquered (1923)
- Cloud Cuckoo Land (1925)
- The Laburnum Branch (1926)
- The Fairy who Couldn't Tell a Lie (1927)
- Anna Comnena (1928)
- Black Sparta (1928)
- Nix-Nought-Nothing (1928)
- The Hostages (1930)
- The Corn King and the Spring Queen (1931)
- Boys and Girls and Gods (1931)
- The Prince of Freedom (1931)
- Powers of Light (1932)
- The Delicate Fire (1933)
- We Have Been Warned (1935)
- An End and a Beginning (1937)
- The Blood of the Martyrs (1939; reprinted in 1989)
- The Bull Calves (1947)
- The Big House (1950)
- Travel Light (Faber and Faber, 1952;
- Virago Press, 1985;
- Penguin Books, 1987;
- Small Beer Press, 2005)[7]
- Graeme and the Dragon (1954)
- The Land the Ravens Found (1955)
- To the Chapel Perilous (1955)
- Little Boxes (1956)
- Behold your King (1957)
- The Young Alexander the Great (1960)
- Memoirs of a Spacewoman (1962)
- Ketse and the Chief (1965)
- Friends and Enemies (1966)
- Big Surprise (1967)
- Family at Ditlabeng (1969)
- Don't Look Back (1969)
- Far Harbour (1969)
- Sun and Moon (1970)
- Cleopatra's People (1972)
- Sunrise Tomorrow: A Story of Botswana (1973)
- A Life for Africa: The Story of Bram Fischer (1973)
- Danish Teapot (1973)
- Oil for the Highlands? (1974)
- Solution Three (1975) (with Susan Merrill Squier)
- All Change Here (1975)
- Snake! (1976)
- Two Magicians (with Dick Mitchison, 1979)
- The Vegetable War (1980)
- Mucking Around (1981)
- Not by Bread Alone (1983)
- Early in Orcadia (1987)
- Images of Africa (1987)
- As It Was (1988)
- The Oath-takers (1991)
- Sea-green Ribbons (1991)
- The Dark Twin (with Marion Campbell, 1998)

### Збірки
- The Brave Nurse: And Other Stories
- The Fourth Pig (1936)
- Five Men and a Swan (1957)
- When the Bough Breaks and Other Stories (1924; reprinted by Pomona Press, 2006)
- Barbarian Stories (1929)
- Beyond This Limit: Selected Shorter Fiction of Naomi Mitchison (1935)
- Cleansing of the Knife: And Other Poems (poems) (1979)
- What Do You Think Yourself: and Other Scottish Short Stories (1982)
- A Girl Must Live: Stories and Poems (poems) (1990)

### Історія
- Vienna Diary (1934)
- Return to the Fairy Hill (1966)
- African Heroes (1968)
- The Moral Basis of Politics (1971)
- The Africans: From the Earliest Times to the Present (1971)
- Small Talk (1973)
- Margaret Cole, 1893—1980 (1982)
- Among You Taking Notes… (1985)
- Rising Public Voice: Women in Politics Worldwide (1995)

### Автобіографія
- Small Talk: Memories of an Edwardian Childhood (1973)
- All Change Here: Girlhood and Marriage (1975)- published together as: As It Was: An Autobiography 1897—1918 (1975)
- You May Well Ask: A Memoir, 1920—1940 (1979)

### П'єси
- The Price of Freedom. A play in three acts (with Lewis Gielgud Mitchison, 1931)